# Noreen Sher Akbar
Noreen Sher Akbar () é uma matemática aplicada paquistanesa, especializada em dinâmica dos fluidos.
Depois de obter um doutorado em 2012 na Universidade Quaid-i-Azam, ingressou no corpo docente da National University of Sciences & Technology, onde é chefe do Departamento de Ciências Básicas e Humanidades.
Akbar recebeu várias honras por sua produtividade em pesquisa, incluindo ser listada como Jovem Associada da Academia de Ciências do Paquistão.